# Jeffrey Buis
Jeffrey Buis (Meppel, Provincia de Drenthe, Países Bajos, 27 de diciembre de 2001) es un piloto de motociclismo neerlandés que participa en el Campeonato Mundial de Supersport 300 con el equipo Freudenberg KTM-Paligo Racing.

## Biografía
Buis hizo su debut en la Copa Yamaha R3 en 2018, ganando su carrera inaugural. La segunda ronda de la Copa Yamaha R3 tuvo lugar en la pista de Oschersleben, donde obtuvo el segundo puesto.
El 7 de diciembre de 2018, el equipo holandés MTM Motoport anunció a Buis y Dion Otten como sus nuevos pilotos para el Campeonato Mundial de Supersport 300, además de Scott Deroue y Robert Schotman, todos equipados con Kawasaki Ninja 400. En su primera temporada en un campeonato del mundo, Buis logró un octavo puesto como su mejor resultado en el circuito de Magny-Cours y terminó la temporada en la decimocuarta posición de la general.
En 2020, Buis continuó en el mundial de Supersport 300 con el equipo MTM Motoport. Obtuvo su primer podio, un segundo puesto, en la carrera 1 de la ronda de Portimão, en una carrera interrumpida por una bandera roja a pocas vueltas del final, cuando Ana Carrasco lideraba la carrera, seguida por Buis a sólo 0.057s. por detrás del segundo y con el tercero clasificado a más de cuatro segundos del líder. El 29 de agosto, Buis consiguió su primera pole position  y ganó su primera carrera durante la ronda de Aragón  y al día siguiente ganó su segunda carrera consecutiva. A esas victorias le siguieron dos, una en Teruel  y otra en Magny-Cours, además de tres podios. Al terminar sexto en la carrera uno de Estoril, Buis se consagró campeón del mundo de Supersport 300, convirtiéndose en el primer neerlandés en conseguirlo.
En 2021, tras haber terminado la temporada en Supersport 300, disputó las dos últimas rondas del campeonato del mundo de Supersport. Como piloto suplente en el equipo G.A.P. Motozoo Racing by Puccetti, consiguió sus primeros puntos en esta categoría y terminó en el cuadragésimo sexto lugar.
En 2022, Buis fue piloto titular en el mundial de Supersport, con el Motozoo Racing by Puccetti, con el que también participó en la World Supersport Challenge. Terminó la temporada sin sumar ningún punto con un decimoséptimo puesto en Estoril como mejor resultado.
En 2023, Buis regreso al Campeonato Mundial de Supersport 300 con el MTM Kawasaki haciendo equipo con su compatriota Loris Veneman. En el transcurso de la temporada consiguió cuatro victorias, tres podios y una pole. En la carrera dos de Portimao, Buis acabó undécimo, consiguiendo los puntos suficientes para consagrarse campeón del mundo. Con este título, uis se convirtió en el primer bicampeón de la categoría.

## Resultados

### Campeonato Mundial de Supersport 300

#### Por temporada
| Temp. | Moto               | Equipo                        | Carreras | Victorias | Podios | Poles | V.Ráp. | Pts  | Pos  |
| ----- | ------------------ | ----------------------------- | -------- | --------- | ------ | ----- | ------ | ---- | ---- |
| 2019  | Kawasaki Ninja 400 | MTM Racing Team               | 9        | 0         | 0      | 0     | 0      | 25   | 14.º |
| 2020  | Kawasaki Ninja 400 | MTM Racing Team               | 14       | 4         | 8      | 1     | 2      | 221  | 1.º  |
| 2021  | Kawasaki Ninja 400 | MTM Kawasaki                  | 16       | 3         | 5      | 0     | 1      | 174  | 3.º  |
| 2023  | Kawasaki Ninja 400 | MTM Kawasaki                  | 16       | 4         | 7      | 1     | 1      | 207  | 1.º  |
| 2024  | KTM RC 390 R       | Freudenberg KTM-Paligo Racing | 15       | 2         | 3      | 0     | 0      | 132  | 5.º  |
| 2025  | KTM RC 390 R       | Freudenberg KTM-Paligo Racing | 6        | 4         | 4      | 0     | 0      | 100* | 1.º* |
| Total |                    |                               | 76       | 17        | 27     | 2     | 4      | 859  |      |

- * Temporada en curso.

#### Carreras por año
(Carreras en negrita indica pole position, carreras en cursiva indica vuelta rápida)
| Año  | Moto     | 1      | 2      | 3     | 4     | 5      | 6      | 7      | 8       | 9     | 10     | Pos. | Pts. |
| ---- | -------- | ------ | ------ | ----- | ----- | ------ | ------ | ------ | ------- | ----- | ------ | ---- | ---- |
| 2019 | Kawasaki | SPA 16 | NED 13 | ITA C | SPA 9 | SPA 14 | ITA 15 | GBR 23 | POR Ret | FRA 8 | QAT 12 | 14.º | 25   |

| Año  | Moto     | 1       | 1       | 2       | 2       | 3      | 3       | 4      | 4       | 5       | 5     | 6     | 6     | 7     | 7     | 8       | 8       | Pos. | Pts. |
| Año  | Moto     | R1      | R2      | R1      | R2      | R1     | R2      | R1     | R2      | R1      | R2    | R1    | R2    | R1    | R2    | R1      | R2      | Pos. | Pts. |
| ---- | -------- | ------- | ------- | ------- | ------- | ------ | ------- | ------ | ------- | ------- | ----- | ----- | ----- | ----- | ----- | ------- | ------- | ---- | ---- |
| 2020 | Kawasaki | SPA Ret | SPA 12  | POR 2   | POR 4   | SPA 1  | SPA 1   | SPA 2  | SPA 1   | SPA 5   | SPA 3 | FRA 1 | FRA 2 | POR 6 | POR 9 |         |         | 1.º  | 221  |
| 2021 | Kawasaki | SPA 6   | SPA 12  | ITA Ret | ITA 7   | NED 3  | NED 4   | CZE 7  | CZE 1   | FRA Ret | FRA 3 | SPA 1 | SPA 7 | SPA 1 | SPA 4 | POR Ret | POR Ret | 3.º  | 174  |
| 2023 | Kawasaki | NED 8   | NED Ret | SPA 1   | SPA 3   | EMI 11 | EMI Ret | ITA 3  | ITA 4   | CZE 9   | CZE 7 | FRA 1 | FRA 1 | SPA 2 | SPA 1 | POR 8   | POR 11  | 1.º  | 207  |
| 2024 | KTM      | SPA 1   | SPA 17  | NED Ret | NED DNS | ITA 6  | ITA 2   | CZE 21 | CZE Ret | POR 7   | POR 7 | FRA 4 | FRA 1 | SPA 9 | SPA 8 | SPA 18  | SPA 10  | 5.º  | 132  |
| 2025 | KTM      | POR 1   | POR Ret | NED 1   | NED 1   | CZE 23 | CZE 1   | MIS    | MIS     | FRA     | FRA   | ARA   | ARA   | EST   | EST   | SPA     | SPA     | 1.º* | 100* |

### Campeonato Mundial de Supersport

#### Por temporada
| Temp. | Moto                 | Equipo                            | Carreras | Victorias | Podios | Poles | V.Ráp. | Pts | Pos  |
| ----- | -------------------- | --------------------------------- | -------- | --------- | ------ | ----- | ------ | --- | ---- |
| 2021  | Kawasaki Ninja ZX-6R | G.A.P. Motozoo Racing by Puccetti | 4        | 0         | 0      | 0     | 0      | 2   | 46.º |
| 2022  | Kawasaki Ninja ZX-6R | Motozoo Racing by Puccetti        | 18       | 0         | 0      | 0     | 0      | 0   | NC   |
| Total |                      |                                   | 22       | 0         | 0      | 0     | 0      | 2   |      |

#### Carreras por año
(Carreras en negrita indica pole position, carreras en cursiva indica vuelta rápida)
| Año  | Moto     | 1       | 1      | 2      | 2      | 3      | 3      | 4       | 4      | 5      | 5      | 6      | 6      | 7      | 7      | 8      | 8      | 9      | 9       | 10  | 10  | 11     | 11     | 12     | 12     | Pos. | Pts. |
| Año  | Moto     | R1      | R2     | R1     | R2     | R1     | R2     | R1      | R2     | R1     | R2     | R1     | R2     | R1     | R2     | R1     | R2     | R1     | R2      | R1  | R2  | R1     | R2     | R1     | R2     | Pos. | Pts. |
| ---- | -------- | ------- | ------ | ------ | ------ | ------ | ------ | ------- | ------ | ------ | ------ | ------ | ------ | ------ | ------ | ------ | ------ | ------ | ------- | --- | --- | ------ | ------ | ------ | ------ | ---- | ---- |
| 2021 | Kawasaki | SPA     | SPA    | POR    | POR    | ITA    | ITA    | NED     | NED    | CZE    | CZE    | SPA    | SPA    | FRA    | FRA    | SPA    | SPA    | SPA    | SPA     | POR | POR | ARG 18 | ARG 15 | INA 16 | INA 15 | 46.º | 2    |
| 2022 | Kawasaki | SPA Ret | SPA 18 | NED 18 | NED 20 | POR 25 | POR 17 | ITA Ret | ITA 27 | GBR 21 | GBR 20 | CZE 25 | CZE 21 | FRA 26 | FRA 25 | SPA 27 | SPA 26 | POR 24 | POR Ret | ARG | ARG | INA    | INA    | AUS    | AUS    | NC   | 0    |